# Cúp bóng đá châu Đại Dương 2004
Cúp bóng đá châu Đại Dương 2004 là lần thứ 7 giải đấu được tổ chức đồng thời là vòng loại cho FIFA World Cup 2006, ngoại trừ trận chung kết với thể thức play-off giữa Úc và Quần đảo Solomon được tổ chức vào tháng 9 năm 2005, với mục đích lựa chọn suất dự World Cup.
Giải đấu được chia thành hai giai đoạn (đầu tiên là vòng loại), với Úc và New Zealand được xếp hạt giống vào giai đoạn thứ hai (vòng chung kết). Nhà vô địch châu Đại Dương (Úc) đủ điều kiện tham dự FIFA Confederations Cup 2005 tại Đức. Đây cũng là giải đấu cuối cùng Úc tham dự với tư cách là thành viên OFC (từ tháng 1 năm 2007, Úc chuyển sang trực thuộc AFC).

## Vòng loại
10 đội vào vòng đầu tiên được chia thành hai bảng, mỗi bảng năm đội. Trong mỗi bảng, mỗi đội chơi với các đội khác một lần. Hai đội đứng đầu mỗi bảng sau đó sẽ đi tiếp vào vòng bảng thứ hai, nơi họ được tham gia cùng với hai đội hạt giống.

## Địa điểm
| Úc (Vòng chung kết & Trận chung kết–Lượt về)              | Úc (Vòng chung kết & Trận chung kết–Lượt về) | Úc (Vòng chung kết & Trận chung kết–Lượt về) | Úc (Vòng chung kết & Trận chung kết–Lượt về) |
| SydneyAdelaideCúp bóng đá châu Đại Dương 2004 (Australia) |                                              |                                              |                                              |
| SydneyAdelaideCúp bóng đá châu Đại Dương 2004 (Australia) | Sydney                                       | Adelaide                                     | Adelaide                                     |
| --------------------------------------------------------- | -------------------------------------------- | -------------------------------------------- | -------------------------------------------- |
| SydneyAdelaideCúp bóng đá châu Đại Dương 2004 (Australia) | Sân vận động bóng đá Sydney                  | Sân vận động Hindmarsh                       | Khu liên hợp thể thao Marden                 |
| SydneyAdelaideCúp bóng đá châu Đại Dương 2004 (Australia) | Sức chứa: 45.500                             | Sức chứa: 17.000                             | Sức chứa: 6.000                              |
| SydneyAdelaideCúp bóng đá châu Đại Dương 2004 (Australia) |                                              |                                              |                                              |
| Quần đảo Solomon (Trận chung kết–Lượt đi)                 |                                              |                                              |                                              |
| Honiara                                                   | Honiara                                      | Honiara                                      | Honiara                                      |
| Honiara                                                   | Sân vận động Lawson Tama                     |                                              |                                              |
| Honiara                                                   | Sức chứa: 30.000                             |                                              |                                              |
| Honiara                                                   |                                              |                                              |                                              |

## Giai đoạn hai
Bốn đội vượt qua vòng bảng (đội đứng nhất và nhì của mỗi bảng ở giai đoạn một) cùng với hai đội hạt giống (Úc và New Zealand) tham gia một giải đấu nhỏ. Mỗi đội gặp nhau một lần trong một giải đấu được tổ chức ở Adelaide, Úc.
Khi số đội tăng gấp đôi ở Cúp bóng đá châu Đại Dương 2004, hai đội đứng đầu từ vòng bảng thứ hai sẽ tiến vào trận chung kết để xác định đội vô địch OFC Nations Cup (trận chung kết được tổ chức theo thể thức lượt đi-lượt về. Hai trận đấu trên sân nhà và sân khách này tách biệt với vòng loại World Cup.
Hai đội đứng đầu từ giai đoạn này cũng đi tiếp vào giai đoạn cuối của giải đấu vòng loại World Cup 2006 khu vực châu Đại Dương.

| Đội              | ST | T | H | B | BT | BB | HS  | Đ  |  |   |     |     |     |      |     |
| ---------------- | -- | - | - | - | -- | -- | --- | -- |  | - | --- | --- | --- | ---- | --- |
| Úc               | 5  | 4 | 1 | 0 | 21 | 3  | +18 | 13 |  | — | 2–2 | 1–0 | 6–1 | 9–0  | 3–0 |
| Quần đảo Solomon | 5  | 3 | 1 | 1 | 9  | 6  | +3  | 10 |  | — | —   | —   | —   | 4–0  | 1–0 |
| New Zealand      | 5  | 3 | 0 | 2 | 17 | 5  | +12 | 9  |  | — | 3–0 | —   | —   | 10–0 | 2–4 |
| Fiji             | 5  | 1 | 1 | 3 | 3  | 10 | −7  | 4  |  | — | 1–2 | 0–2 | —   | 0–0  | 1–0 |
| Tahiti           | 5  | 1 | 1 | 3 | 2  | 24 | −22 | 4  |  | — | —   | —   | —   | —    | 2–1 |
| Vanuatu          | 5  | 1 | 0 | 4 | 5  | 9  | −4  | 3  |  | — | —   | —   | —   | —    | —   |

Úc và Solomon lọt vào chung kết đồng thời vòng loại cuối cùng cho World Cup 2006 khu vực châu Đại Dương.
| Vanuatu | 0–1 | Quần đảo Solomon        |
| ------- | --- | ----------------------- |
|         |     | Batram Suri 51' (ph.đ.) |

| Tahiti | 0–0 | Fiji |
| ------ | --- | ---- |
|        |     |      |

| Úc            | 1–0 | New Zealand |
| ------------- | --- | ----------- |
| Bresciano 40' |     |             |

| New Zealand                          | 3–0 | Quần đảo Solomon |
| ------------------------------------ | --- | ---------------- |
| Fisher 36' · Oughton 81' · Lines 90' |     |                  |

| Úc | 9–0 | Tahiti |
| --- | --- | ------ |
| Cahill 14', 47' · Skoko 43' · Simon 44' (l.n.) · Sterjovski 51', 61', 74' · Zdrilic 85' · Chipperfield 89' |     |        |

| Fiji     | 1–0 | Vanuatu |
| -------- | --- | ------- |
| Toma 73' |     |         |

| Úc                                                   | 6–1 | Fiji         |
| ---------------------------------------------------- | --- | ------------ |
| Madaschi 6', 50' · Cahill 39', 66', 75' · Elrich 89' |     | Gataurua 19' |

| Tahiti | 0–4 | Quần đảo Solomon                                |
| ------ | --- | ----------------------------------------------- |
|        |     | Fa'arodo 9' · Menapi 14', 80' · Batram Suri 42' |

| Vanuatu                                       | 4–2 | New Zealand     |
| --------------------------------------------- | --- | --------------- |
| Chilia 37' · Bibi 64' · Maleb 72' · Qorig 88' |     | Coveny 61', 75' |

| New Zealand                                                                            | 10–0 | Tahiti |
| -------------------------------------------------------------------------------------- | ---- | ------ |
| Coveny 6', 38', 45' · Fisher 16', 22', 63' · Jones 72' · Oughton 74' · Nelsen 82', 87' |      |        |

| Fiji     | 1–2 | Quần đảo Solomon          |
| -------- | --- | ------------------------- |
| Toma 21' |     | Kakai 16' · Houkarawa 82' |

| Vanuatu | 0–3 | Úc                            |
| ------- | --- | ----------------------------- |
|         |     | Aloisi 25', 85' · Emerton 81' |

| Tahiti                    | 2–1 | Vanuatu  |
| ------------------------- | --- | -------- |
| Temataua 40' · Wajoka 89' |     | Iwai 23' |

| Fiji | 0–2 | New Zealand           |
| ---- | --- | --------------------- |
|      |     | Bunce 8' · Coveny 56' |

| Quần đảo Solomon | 2–2 | Úc                       |
| ---------------- | --- | ------------------------ |
| Menapi 43', 75'  |     | Cahill 50' · Emerton 52' |

## Chung kết
Trận chung kết Cúp bóng đá châu Đại Dương 2004 được tổ chức theo thể thức 2 lượt đi-về trên sân nhà và sân khách giữa hai đội đứng đầu từ vòng bảng thứ hai.
| Quần đảo Solomon | 1–5 | Úc                                                     |
| ---------------- | --- | ------------------------------------------------------ |
| Batram Suri 60'  |     | Skoko 5', 28' · Milicic 19' · Emerton 43' · Elrich 79' |

| Úc                                                                            | 6–0 | Quần đảo Solomon |
| ----------------------------------------------------------------------------- | --- | ---------------- |
| Milicic 5' · Kewell 8' · Vidmar 60' · Thompson 79' · Elrich 82' · Emerton 89' |     |                  |

Úc thắng chung cuộc 11–1 và trở thành nhà vô địch Cúp bóng đá châu Đại Dương 2004. Họ cũng đã vượt qua vòng loại Cúp Liên đoàn các châu lục 2005.
Mặc dù vòng thứ hai của OFC Nations Cup 2004 cũng đồng thời là vòng loại thứ hai của FIFA World Cup 2006, nhưng trận play-off cuối cùng của World Cup được tổ chức riêng. Úc lại đánh bại Quần đảo Solomon 9–1 và tiến vào trận play-off với đại diện tới từ Nam Mỹ là Uruguay.